# 清水縣 (明尼蘇達州)
清水縣（英語：Clearwater County）是美国明尼蘇達州北部的一個縣，面積2,667平方公里。根據2020年美國人口普查，共有人口8,524人。縣治巴格來（Bagley）。該縣成立於1902年12月20日，縣名來自清水河和清水湖。
密西西比河发源于该县境内艾塔斯卡州立公园内的艾塔斯卡湖。